# 文化相対主義
文化相対主義（ぶんかそうたいしゅぎ、英: Cultural relativism）は、人の信念や慣行がその人自身の文化に基づいて理解されるべきであるという考え方である。文化相対主義の支持者たちは、一つの文化の規範や価値観が他の文化の規範や価値観によって評価されるべきではないと主張する傾向にある。
文化相対主義は20世紀初頭の数10年間にフランツ・ボーズによって人類学研究で公理的に確立され、その後彼の生徒たちによって普及した。ボーズはこの考えを初めて1887年に明確に次のように表現した。「文明は絶対的なものではなく ...... 相対的であり ...... 我々の考えや概念は我々の文明が及ぶ範囲までのみ真実である」。ただし、ボーズがこの用語を作り出したわけではない。
この用語が初めて記録されたのは、オックスフォード英語辞典において、哲学者で社会理論家のアラン・ロックが1924年にロバート・ロウィの「極度の文化相対主義」を説明するために使用したときである。これはロウィの1917年の著書『Culture and Ethnology』に見られる。この用語は、ボーズの死後の1942年に人類学者の間で一般的になり、彼が発展させたいくつかの考えを表現するために使われた。ボーズは、任意の亜種と関連する文化の範囲は広大で包括的であるため、文化と人種との間に関係性が存在することはあり得ないと信じていた。また、文化相対主義は特定の認識論的および方法論的主張を含んでいる。これらの主張が特定の倫理的立場を必要とするかどうかは議論の余地がある。第二次世界大戦後の文化相対主義の普及は、何らかの形でナチズムや植民地主義、民族中心主義、さらに一般的には人種主義といった歴史的な出来事への反応だった。

## 古代において
ヘロドトス（歴史 3.38）は風俗（νόμοι）の相対性について観察している。
もし誰であれ、世界中の全ての民族の中から最も良いと思う信念を選ぶ機会が与えられたとしても、彼は必然的に—その相対的な価値を慎重に考慮した後—自分自身の国のそれを選ぶだろう。全ての人は例外なく、自分の出身地の習慣と、彼が育てられた宗教を最良のものと信じている。それが事実であるなら、そういったものを嘲笑う者は狂人でなければいないと思われる。自分の国の古代の習慣についてのこの普遍的な感情があることについて、証拠は豊富である。—オーブリー・ド・セリンコート
彼は、ダレイオス大王の逸話を紹介している。ダレイオスは、自身の帝国の極東と極西の両端に位置する民族であるギリシャ人とカラティアイ人の葬儀の習慣について問いただすことでこの原理を示した。それぞれが火葬と葬式カニバリズムを行っており、他の部族の慣行を提案された際には、それぞれが驚きと嫌悪感を示した。
ピュロニスト哲学者であるセクストス・エンペイリコスの著作は、アイネシデモスの十項目の一部として古代ギリシャの文化相対主義に対する議論を詳述している。

## 方法論および仮説装置
ジョージ・E・マーカスとマイケル・M・J・フィッシャーによれば
20世紀の社会・文化人類学は、主に西洋の読者に対して二つの面で啓示を約束してきた。一つは、明らかな全球的な西洋化のプロセスから異なる文化形態の生活を救い出すことである。そのロマンティックな魅力と科学的な意図を持つ人類学は、この一般的な均質化に対する西洋のモデルへの認識を受け入れることを拒否している。
文化相対主義は、部分的には西洋のエスノセントリズムへの対応として生まれた。エスノセントリズムは、明確な形で現れる場合、自分自身の民族の芸術が最も美しい、価値観が最も高潔で、信念が最も真実であるという意識的な信念を持つことがある。物理学と地理学を学び、カント、ヘルダー、フォン・フンボルトの思想に深く影響を受けたフランツ・ボアズは、自分の文化がより微妙な方法で知覚を媒介し、制限する可能性があると主張した。ボアズは「文化」を食べ物、芸術、音楽の好みや宗教についての信念だけでなく、より広範な文化の概念を前提とした。
社会集団を構成する個人が、その自然環境、他の集団、集団自体のメンバー、および各個人が自分自身との関係において、集団および個人の行動を特徴づける精神的および身体的反応と活動の総体。
この視点から見ると、文化は人類学者に二つの問題を突きつける。一つ目は、自分自身の文化の無意識的な束縛からどのように逃れるか、それが私たちの世界への知覚と反応を必然的に偏らせるという問題である。二つ目は、馴染みのない文化を理解する方法をどのように探すかである。したがって、文化相対主義の原則は、人類学者に革新的な方法と発見的な戦略を開発するよう強いた。

### 方法論的なツールとして
第一次世界大戦と第二次世界大戦の間、「文化相対主義」は西洋の普遍性主張の拒否と非西洋文化の救済におけるアメリカ人類学者の中心的なツールであった。それはボアズの認識論を方法論的な教訓に変えるために機能した。
これは言語のケースで最も明らかである。言語は一般的にはコミュニケーションの手段として考えられるが、ボアズは特にそれが経験を分類する手段でもあるという考え方に注目し、異なる言語が存在することは、人々が異なる方法で言語を分類し、経験するという仮説を提唱した（この見解は、言語的相対論の仮説でより完全に発展した）。
したがって、すべての人々が可視放射線を同じ方法で、色の連続体として知覚する一方で、異なる言語を話す人々はこの連続体を異なる方法で別個の色に分割する。いくつかの言語には、英語の「green」に相当する単語がない。そのような言語を話す人々に緑色のチップが示されると、一部の人々は自分たちの言葉で「blue」を、他の人々は「yellow」を特定する。したがって、ボアズの学生であるメルヴィル・ハースコヴィッツは、文化相対主義の原則を次のように要約した。「判断は経験に基づくものであり、経験は各個人が自分の文化的な観点から解釈するものである」。
ボアズは、科学者たちは特定の文化の中で育ち、働くため、必然的にエスノセントリズムに陥ると指摘した。彼は自身の1889年の記事「交互音について」でその例を示した。ボアズの時代の数名の言語学者は、ネイティブ・アメリカンの言語を話す人々が同じ単語を無差別に異なる音で発音することを観察していた。彼らは、これは言語が組織的でなく、発音に厳格な規則がないことを意味し、自分たちの言語よりも原始的である証拠と捉えていた。しかしボアズは、発音のバリエーションは音の組織の欠如によるものではなく、これらの言語が英語とは異なる方法で音を組織する事実によるものであると指摘した。これらの言語は、英語では異なるとされる音を一つの音素にまとめていたが、英語では存在しない対比も持っていた。その後、彼はネイティブ・アメリカンが問題の単語を一貫して同じ方法で発音しており、そのバリエーションは自身の言語がそれら二つの音を区別する人によってのみ認識されると主張した。ボアズの学生であり言語学者のエドワード・サピアも後に指摘したが、英語を話す人々は自分たちが同じ音を発音していると思っていても音を異なる方法で発音する。例えば、英語を話す人々のほとんどは、単語tickとstickの中で文字⟨t⟩で表される音が音声学的に異なり、最初のものは一般的に有気音であり、もう一つは無気音であることに気づかない。この対比が意味を持つ言語の話者は、それらを即座に異なる音として知覚し、それらを一つの音素の異なる実現として見ない傾向にある。
ボアズの学生たちは、彼のドイツ哲学との関与だけから洞察を引き出すのではなかった。彼らはまた、カール・ピアソン、エルンスト・マッハ、アンリ・ポアンカレ、ウィリアム・ジェームズ、そしてジョン・デューイといった当時の哲学者や科学者の業績を取り込み、ボアズの学生であるロバート・ローウィのいうところの「単純な形而上学から認識論の段階へ」と進む試みを行った。これは、人類学の方法と理論を修正するための基礎となった。
ボアズと彼の学生たちは、他の文化で科学的研究を行うためには、自身のエスノセントリズムの限界から脱出する手法が必要であることを認識した。そのような手法の一つが民族誌であり、基本的には彼らは長期間他の文化の人々と生活することを提唱した。それによって彼らは現地の言語を学び、少なくとも部分的にその文化に同化することができた。
この文脈では、文化相対主義は基本的な方法論的重要性を持つ態度であり、特定の人間の信念と活動の意味を理解するための地元の文脈の重要性に注意を引く。したがって、1948年にヴァージニア・ハイヤーは次のように書いている。「文化的相対性は、最も抽象的に言えば、部分の全体に対する相対性を表している。部分は全体の中での位置によってその文化的意義を得るし、異なる状況ではその一貫性を保つことはできない」。

### ヒューリスティックツールとして
もう一つの方法は民族学である。つまり、可能な限り広範な文化を系統的かつ公平に比較・対照することである。19世紀後半では、この研究は主に博物館における物質的な遺物の展示を通じて行われていた。キュレーターは通常、同様の原因が同様の効果を生むと仮定し、人間の行動の原因を理解するために、起源に関係なく似たような遺物を一緒に分類した。彼らの目的は、生物学的な生物体と同様に、遺物を族、属、種に分類することだった。それにより、組織化された博物館の展示は、最も粗野な形から最も洗練された形までの文明の進化を描き出すだろう。
学術誌サイエンスの記事で、ボアズは文化進化へのこのアプローチが、チャールズ・ダーウィンの進化論への主要な貢献の一つを無視していると主張した。
進化論が発展したのは、観察された個体からの抽象ではなく、個体が研究の対象であることが明らかになったからだ。私たちは、各民族学的な標本を、その歴史とその媒体で個別に研究しなければならない......一つの道具をその環境から離れた場所、その道具が所属する人々の他の発明から離れた場所、そしてその人々とその生産物に影響を与える他の現象から離れた場所で考えることによって、私たちはその意味を理解することはできない......私たちの反対意見......それは、分類は説明ではないということだ。
ボアズは、同様の原因が同様の効果を生み出すと主張したが、異なる原因も同様の効果を生み出す可能性があると主張した。したがって、異なる地域や遠い場所で見つかる同様の遺物は、異なる原因の産物である可能性がある。一般化に至るためのアナロジーを引くという一般的な方法に対して、ボアズは帰納的な方法を支持する立場をとった。彼は現代の博物館の展示に対する彼の批判に基づいて、次のように結論付けた。
私の意見では、民族学的なコレクションの主な目的は、文明が絶対的なものではなく相対的であること、そして私たちの考えや概念が私たちの文明が及ぶ範囲までしか真実でないという事実を広めることであるべきだと考えている。
ボアズの学生であるアルフレッド・クローバーは相対主義の視点の台頭を次のように説明した。
いわゆる社会文化科学（アンソロポロジー）に対する興味の一部は、初期の段階では特異であり、回り道だったが、この古物趣味的な動機が最終的にはより広範な結果に貢献した。人類学者たちは文化の多様性に気づくようになった。彼らはその変化の莫大な範囲を見始めた。そこから、彼らはそれを全体として見るようになった。一つの時代や一つの民族の歴史家、あるいは彼自身の文明のタイプだけの分析者がすることはなかった。彼らは文化を「宇宙」、あるいは我々現代人や我々自身の文明がただ一つの場所を占めるだけの広大なフィールドとして認識するようになった。その結果、基本的な視点が広がり、無意識的な民族中心性から相対性へと離れる動きが生まれた。この自己中心性から客観的な比較に基づく広範な視野への移行は、天文学の初期の地球中心的な前提からコペルニクスの太陽系解釈、そしてその後のさらに広範な銀河系の宇宙への拡大に似ている。
この文化の観念、そして文化相対主義の原則は、クローバーと彼の同僚たちにとって、人類学の基本的な貢献であり、人類学を社会学や心理学といった類似の学問から区別するものであった。
フランツ・ボアズのもう一人の学生であるルース・ベネディクトも、文化の重要性と民族中心性の問題への認識は、科学者が文化相対主義を方法として採用することを要求すると主張した。彼女の著書『文化の型』は、この用語をアメリカで広く普及させる大きな役割を果たした。その中で彼女は次のように説明している。
習慣の研究が有益であるためには、ある初期の命題に対して強く反対する必要がある。まず、科学的な研究は、その選択する一連の項目の一つ一つに優先的なウェイトを付けてはならないということだ。サボテンやシロアリの研究、または星雲の性質のような議論の少ない分野では、必要な研究方法は、関連する材料をグループ化し、可能なすべての変形と条件を注記することだ。この方法によって、私たちは天文学の法則や、社会性昆虫の習性など、我々が知っているすべてのことを学んできた。唯一、主要な社会科学が一つの地域の変種、すなわち西洋文明の研究を代わりにしたのは、人間自身の研究だけである
ベネディクトは、彼女がいわゆる原始社会をロマンチシズム化しているわけではないと断言していた。彼女が強調しているのは、人間性の全体性への理解は、可能な限り幅広く多様な個々の文化のサンプルに基づいていなければならないということだ。さらに、私たち自身の信念や行動が文化依存であり、自然または普遍的ではないということを認識するためには、私たち自身とは大きく異なる文化を理解する必要がある。この文脈において、文化相対主義は、人間についての一般化を導き出すために使用されるサンプルにおける変動の重要性を強調するという意味で、基本的な重要性を持つ発見的手法である。

## 批判的装置として
マーカスとフィッシャーが人類学は西洋文化の普遍性への主張を受け入れないという態度に注目したことは、文化相対主義が文化理解だけでなく、文化批判においても道具となることを示している。これは、彼らが人類学が人々に啓蒙を提供すると考える第二のフロントを指している。
人類学のもう一つの約束は、我々自身の文化批判の形として機能することであったが、これは最初のものほどは明確に区別され、注目されていない。他の文化パターンの描写を使って自己批判的に我々自身の方法を反映させることにより、人類学は常識を破壊し、我々が当然のこととして受け入れていた前提を再評価させる
文化相対主義の批判的機能は広く理解されている。哲学者ジョン・クックは「人々が自分たちの道徳的原則が自明の真理であるように思われることと、それが他の人々に対する判断の根拠であるように思われることを認めさせるために向けられている。実際には、これらの原則の自明性はある種の錯覚である」と指摘している。クックが文化相対主義を道徳相対主義と同一視しているという誤解があるが、彼の主張はその語の広い理解に依然として適用される。相対主義とは、自分の視点が誤りであるという意味ではなく、自分の視点が自明であると主張することが誤りであるということを意味する。
批判的機能は実際には、ベネディクトが自身の作業が達成を期待する目的の一つだった。文化相対主義を文化批判の手段として最も有名に使用したのは、マーガレット・ミードのサモアでの少女の性の研究である。ミードは、サモアの10代の若者が享受する安らぎと自由を対比させることにより、アメリカの青少年期に特徴的なストレスと反抗性が自然で避けられないという主張を問いただした。
しかし、マーカスとフィッシャーが指摘するように、この相対主義の使用は、サモアで行われた研究と同等の民族誌研究がアメリカ合衆国でも行われている場合にのみ持続可能である。すべての十年がアメリカで人類学者による研究を見てきたが、相対主義の原則自体が、ほとんどの人類学者が外国で研究を行うように導いてきた。

## 道徳的相対主義との比較
マーカスとフィッシャーによれば、文化相対主義の原則が第二次世界大戦後に広まると、それは「より一層教義や立場として理解されるようになった」とされている。文化相対性の原則は、何かの原始的な部族のメンバーが特定の方法で振舞うことが許されているからと言って、その行動が全てのグループにおいて知的な正当性を与えるという意味ではない。それどころか、文化相対性は、どんな肯定的または否定的な習慣の適切性も、その習慣が他の集団の習慣とどのように適合するかという観点から評価しなければならないということを意味する。健全な懐疑心を育てつつ、特定の人々によって高く評価されている価値が永遠であるという概念に対して、人類学は理論上、絶対的な道徳を否定するものではない。むしろ、比較法の使用は、そのような絶対的な道徳を発見するための科学的手段を提供する。全ての存続する社会が、そのメンバーの行動に対して一部の同じ制限を課す必要があると認めているならば、これらの道徳的規範の側面が不可欠であるという強力な主張ができる。
クラックホンが使用していた言葉（例えば、「原始的な部族」など）は、当時は一般的だったが、現在ではほとんどの人類学者から見れば古臭く、粗野とされている。彼の主張は、道徳基準が一人ひとりの文化に根ざしているという事実にもかかわらず、人類学的な研究が人々が道徳基準を持っているという事実を明らかにしている、というものだった。彼は特に、普遍的な特定の道徳基準を導き出すことに興味があったが、彼が成功したと思う人類学者は少なくほとんどいない。
クラックホンの公式には曖昧さがあり、それは年月を経て人類学者を悩ませることとなった。それは、一人ひとりの道徳基準がその人の文化の観点から理解できることを明確にする。しかし、彼は、ある社会の道徳基準が他の社会に適用できるかどうかについては優柔不断である。四年後、アメリカの人類学者たちはこの問題に直面せざるを得なかった。

### 縦と横の相対主義
ジェームズ・ローレンス・レイ・ミラーは、文化相対主義の理論的基盤に追加の明確化ツール、あるいは注意事項を提供した。それは、二つの二項的、解析的連続体である縦の文化相対主義と横の文化相対主義へと文化相対主義を分けるものである。最終的に、これら二つの解析的連続体は同じ基本的結論を共有している。つまり、人間の道徳や倫理は静的ではなく流動的であり、時期や特定の文化の現状によって異なる。
縦の相対主義は、文化が歴史を通じて（縦―つまり、過去から未来への経過）その時代の支配的な社会規範と条件の産物であることを説明する。したがって、現在の視点から過去の文化の信念体系や社会的実践に対して行われるあらゆる道徳的または倫理的な判断は、これらの規範と条件によって確固として基づけられ、知的に有用でなければならない。縦の相対主義はまた、文化的価値観と規範が、影響を与える規範と条件が将来変化するにつれて必然的に変わる可能性を考慮に入れている。
横の相対主義は、現在の文化が（横―つまり、その文化の現在の時期）その特有の地理、歴史、環境的影響の結果として発展した支配的な規範と条件の産物であることを説明する。したがって、現在におけるある文化の信念体系や社会的慣行についての道徳的または倫理的な判断は、これら独特の違いを考慮に入れて知的に有益である必要がある。

### 人権に関する声明
文化相対主義が発見のための道具から道徳相対主義の教義へと変わる過程は、国連の人権委員会が世界人権宣言（1948）を準備する過程で生じた。
メルヴィル・J・ハーコヴィッツは、「人権に関する声明」の原案を作成し、その後、アメリカ人類学会の役員会が修正し、人権委員会に提出、公表した。この声明は、文化相対主義の関連性をかなり直截的に説明して始まる。
問題は、個人に対する尊重を言葉で表すだけではなく、彼がその一部であり、彼の行動を形成する公認された生活様式、そして彼の運命が深く結びついている社会集団の一員としての個人を完全に考慮に入れた人権の声明を作成することである。

この声明の大部分は、人権宣言が主に西洋社会の人々によって準備されており、普遍的ではなく実際には西洋の価値観を表現する可能性があるという懸念を強調している。

今日、問題は宣言が世界的に適用可能でなければならないという事実によって複雑化している。宣言は多様な生活様式の有効性を包括し、認識しなければならない。それが以前の時代の類似した文書と同じ平面にあると、インドネシア人、アフリカ人、中国人には説得力がないだろう。20世紀の人間の権利は、単一の文化の基準によって制約されるべきではないし、単一の民族の志向によって決定されるべきではない。そうした文書は大量の人間の個性の実現ではなく、挫折をもたらすだろう。
この声明は、手続き上の点（委員会が多様な文化の人々、特にヨーロッパの植民地または帝国主義の支配下にあったか現在もそうである文化の人々を関与させなければならない）を指摘すると解釈できるが、文書は以下の二つの実質的な主張で締めくくられた。
1. 政治体制が存在し、その中で市民が自分たちの政府への参加権を否定され、または弱小国を征服しようとする場合でも、基本的な文化的価値観は、そのような国家の人々を、その政府の行為の結果に気づかせ、差別と征服に対する制止力を強制するために呼びかけることができる。
2. 社会が自由を定義するように生きる時だけ人間が自由であり、その権利はその社会の一員として認識するものでなければならない、という原則に基づく世界的な自由と正義の基準が基本でなければならない。

これらの主張は、多数の人類学者からすぐに反応がもたらされた。ジュリアン・スチュワード（アルフレッド・クローバーとロバート・ローウィの学生であり、コロンビア大学の教授であったため、ボアス派の系譜に確固として位置づけられていた）は、最初の主張が「提唱された寛容からドイツを除外するための抜け道だったかもしれない」と示唆し、それが道徳的相対主義の基本的な欠陥を明らかにした。「我々はすべてを寛容にするか、手を引くか、または不寛容と征服—政治的であれ経済的であれ軍事的であれ—のすべての形態と戦うかだ」。同様に、彼は第二の原則によって人類学者が「インドの社会的なカースト制度、アメリカ合衆国の人種的なカースト制度、または世界中の多くの他の種類の社会的差別を認める」ことを意味するのかどうか疑問視した。
スチュワードと他の者たちは、文化相対主義の原則を道徳的問題に適用しようとするあらゆる試みは、最終的には矛盾に終わるだろうと主張した。寛容を象徴するように見える原則が、不寛容を許すために使われてしまうか、あるいは寛容の原則が、（おそらく西洋の）寛容という価値を欠いていると思われるどの社会に対しても完全に不寛容であると明らかにされるだろう。彼らは、人類学者は科学に留まり、値についての議論には個々人として参加すべきだと結論づけた。

## 現在の議論
したがって、「人権に関する声明」を巡る議論は、文化相対主義の妥当性、または何が権利を普遍的にするのかという問題だけでなく、人類学的研究が非人類学者にとって関連性があるかどうかという問題に人類学者たちを直面させた。スチュワードとバーネットは、人類学そのものが純粋に学術的な事柄に制限を加えるべきであると示唆していたように見えるが、学会内外の人々は、非人類学者がこの原則をどのように利用しているかについて、特に民族少数派に関する公共政策や国際関係について継続的に議論している。
政治科学者のアリソン・ダンデス・レンテルンは、道徳的相対主義に関するほとんどの議論が、文化相対主義の重要性を誤解していると主張している。ほとんどの哲学者は、ベネディクトとハースコヴィッツが提唱した文化相対主義を以下のように理解している。
ある個人や社会にとって正しいこと、良いことは、たとえ同じような状況であっても、別の人にとっても正しいこと、良いことではない。つまり、ある人が正しいと思うこと、良いと思うことが、別の人には正しいと思わない......ということではなく、あるケースで本当に正しいこと、良いことは、別のケースではそうではない、ということである。
この形式は明らかに文化相対主義を詳述するために人類学者が用いた例に響き合っているが、レンテルンはそれが原則の精神を見逃していると信じている。そのため、彼女は異なる形式を支持している。「つまり、特定の文化に独立した、客観的に正当化できるという意味で真実である価値判断は存在せず、また存在できない」。
レンテルンは哲学者が文化相対主義の発見的機能と批判的機能を無視することを非難している。彼女の主な主張は、文化相対主義の原則を理解するためには、それがどの程度「人々が無意識のうちに自分たちの文化のカテゴリーと基準を獲得する」という考え、つまり文化化に基づいているかを認識する必要がある、というものである。この観察は、ボアスが元々この原則を開発するために文化について提出した議論を反映しており、権利と道徳の議論での文化相対主義の使用が実質的なものではなく手続き的なものであることを示唆している。つまり、それは相対主義者に自身の価値を犠牲にすることを要求するものではない。しかし、権利と道徳についての考察に従事するすべての人に対して、自分自身の文化化がどのようにして自分の見解を形成したかについて反省することを求めている。
批評家がよく主張するように、相対主義者が麻痺する理由はない。しかし、相対主義者はその批評が彼自身の民族中心的基準に基づいていることを認め、また非難が文化帝国主義の一形態である可能性も認識している。
レンテルンは、こうして、人権や道徳についての議論に対して何も提供するものがないとスチュワードとバーネットが考えていた科学者としての人類学者と、価値判断を下す全ての権利を有する個人としての人類学者との間のギャップを埋める。個人はこの権利を保持するが、科学者はその個人がこれらの判断が自明の普遍性でも完全に個人的（そして特異的）でもなく、むしろ個人の自身の文化との関連性の中で形成されたと認識することを要求している。

### ポストコロニアル政治
ボアスと彼の学生たちは、人類学を歴史的、あるいは人間科学と理解していた。それは、主体（人類学者）が他の主体（人間とその活動）を研究するものであり、主体が対象（岩や星など）を研究するものではない。このような条件の下では、科学的研究が政治的な結果をもたらす可能性があることはかなり明らかであり、ボアス派は、他の文化を理解しようとする科学的試みと、自身の文化を批判する政治的な含意との間には対立関係がないと考えていた。この伝統において働く人類学者にとって、道徳的相対主義の基礎としての文化相対主義という教義は忌み嫌われていた。科学と人間の利益が必ずしも独立しているか、あるいは対立していると見なされていた政治家、道徳家、そして多くの社会科学者（しかし少数の人類学者）にとっては、以前のボアス派の文化相対主義という原則が忌み嫌われていた。それゆえに、文化相対主義は攻撃を受けてきたが、それは反対側から、そして反対の理由からだった。

### 政治的批判
一方で、多くの人類学者は、文化相対主義の名の下の道徳相対主義が西洋の植民地主義と帝国主義の影響を隠蔽する手段として使われている方法を批判し始めた。したがって、スタンリー・ダイアモンドは、「文化相対主義」という用語が大衆文化に入ったとき、大衆文化は人類学をある種の方法で取り込み、その原則からどんな批判的な機能も取り除いたと主張した。
相対主義は征服者の不誠実であり、それは観光客になるまで安全になった。

文化相対主義は純粋に知的な態度であり、それは人類学者が彼自身の環境で専門家として参加することを妨げない。それどころか、それはその環境を合理化する。相対主義は抽象的にのみ自己批判的だ。それは参加を導くものでもない。それはむしろ人類学者を新聞で取り上げられる、そして人類の宇宙的な状態について浅薄な発言をする影のような人物に変える。それは専門職を神秘化する効果があり、そのため「人類学者」（「人間の学生」）という用語自体が新たなものを探している「大衆」の注意を引く。しかし、モンテーニュが最初に偏見の消滅と結びつけた自己認識の探求は、文化ショックという体験に減らされてしまう。この表現は、人類学者と国務省の両方が、異なる生活様式との出会いの後通常起こる混乱を説明するために使う。しかし、文化ショックは人間が回復する状態であり、人格の本格的な再定義としてではなく、その容認度を試すものとして経験される......。相対主義の傾向は、完全に達成することはないが、人類学者をすべての特定の文化から切り離すことだ。それは彼に道徳的な中心を提供せず、仕事だけを提供する。
ジョージ・ストッキングは、「文化相対主義が人種差別攻撃を支えてきたことは、かつて植民地化された人々の後進的な技術経済的地位を正当化する新たな人種差別主義として認識されることができる」という観察でこの視点をまとめた。

### クリフォード・ギアツによる擁護
1980年代になると、多くの人類学者はボアジアンによる道徳相対主義の批判を取り込み、文化相対主義の起源と用途を再評価する準備ができていた。1984年、アメリカ人類学会での講演で、クリフォード・ギアツは、文化相対主義の保守的な批判者たちは、本当にベネディクト、ハーコビッツ、クローバー、クラックホーンの考えを理解しておらず、本来のそれに反応していないと指摘した。結果として、文化相対主義の各批判者と支持者は話し過ぎてお互いを理解しない。ギアツが主張したのは、これらの異なる立場が共通していることは、それらが全て同じものに反応しているということ、つまり他の生活様式についての知識だということである。
ベネディクトとハーシュコビッツの寛容を訴える声と、それを求めるための彼らの非寛容な情熱との間に思われる矛盾は、多くの素人論理学者が考えているような単純な矛盾ではなく、ズニ族やダホメ王国について深く考えることにより引き起こされた認識の表現である。つまり、世界が様々なもので満たされているため、早計に判断することは間違い以上の犯罪であるということだ。同様に、クローバーとクラックホルンの信条──クローバーのものは主に混乱した生物的な問題、つまりせん妄や月経に関するものであり、クラックホルンのものは主に内部集団における嘘つきや殺人のような混乱した社会的な問題についてのものである──は、それが一見個人的な固定観念に見えるだけでなく、一般的なアントロポスについて深く考えることにより引き起こされるはるかに広範な関心の表現である。何もがどこでも固定されていないなら、何もがどこかで固定することはできないということだ。ここでの理論──それがまともに考える方法についての我々への熱心な助言がそう呼ばれるべきならば──は、分析的な討論よりも警告の交換である。我々は心配事を選ぶことを提案されている。

いわゆる相対主義者たちが我々に心配させたいことは、地方主義──つまり、我々自身の社会の過度に学ばれ、過度に評価された受け入れが、我々の知覚を鈍らせ、知性を制約し、同情心を狭める危険性だ。自称反相対主義者たちが我々に心配させたいこと、そして心配させ続けたいこと──まるで我々の魂全体がそれにかかっているかのように──は、精神的なエントロピー、つまり心の熱死というようなものだ。これはすべてが同じくらい重要で、だからすべてが同じくらい無意味であるということ。つまり、何でもあり、それぞれが自分のものを持ち、金を払って選択をし、自分が好きなものを知っている、上品ではない、tout comprendre, c'est tout pardonner。
ギアツはこの議論を、「既に提案しているように、私自身は地方主義が実際の世界で起こることについて全体的にもっと現実的な懸念であると感じている」とコメントして結論づける。ギアツが擁護する文化相対主義は、説明や解決策というよりは、さまざまな研究を動機づけるべき懸念としてのもので、1949年にクローバーが文化相対主義の初期の批判者に対して述べたコメントを反映している。
明らかに、相対主義は、世界を理解しようとするだけの試みから、世界で行動を起こそうとする場面へと進むときに特定の問題を引き起こす。そして、正しい決定を見つけることは常に容易ではない。しかし、同様に明らかなのは、既に完全な答えを知っている権威主義者は必然的に相対主義に対して寛容性を持たない。もし真実が一つだけで、それが彼らのものであるなら、そうあるべきだ。

相対主義に対する不寛容な者たちの憎悪が相対主義を真実にするわけではないと認める。しかし、我々のほとんどは人間であるから、その事実だけで我々の相対主義への信念が多少強化される。いずれにせよ、相対主義とその寛容性から出発することでのみ、我々は新たな絶対的な価値観や基準を作り出すことを期待することができると思われる。そうしたものが全て達成可能であったり、望ましいと証明された場合である。

## 政府の利用
いくつかの国は、世界人権会議が人権侵害の否認としてこれを拒否したにもかかわらず、文化相対主義を世界人権宣言の権利制限の正当化として用いている。
国際法専門家のロジャー・ジョレット・ブラックバーンによる2011年の研究では、普遍的定期審査を調査し、いくつかの異なる国家グループを区別している。
- 一つのグループは、現在の政権が革命によって樹立され、政治的多元性の必要性を否認している国家：中国、ベトナム、ミャンマー、キューバ、そしてイラン。
- 別のグループは、シャリーアと特定の伝統的な慣行を順守する特定のイスラム国家：イエメン、イラン、サウジアラビア、パキスタン。
- 第三の可能なグループは、特定の権利を特定の集団に与える国家：マレーシア、メキシコ、インドネシア、そしてコロンビア。